# USA Volleyball
A USA Volleyball  (em inglêsːUSA Volleyball,USAV) é  uma organização fundada em 1947 que governa a pratica de voleibol nos Estados Unidos, sendo membro da Federação Internacional de Voleibol e da Confederação da América do Norte, Central e Caribe de Voleibol, a entidade é responsável por  organizar  os campeonatos nacionais de  voleibol masculino e feminino no país.